# Tal (Vorname)
Tal ist ein sowohl männlicher als auch weiblicher Vorname. Der Name leitet sich aus dem hebräischen Begriff für Tau ab.

## Bekannte Namensträgerinnen
- Tal (Sängerin) (* 1989) (eigentlich Tal Benyerzi), israelisch-französische Sängerin
- Tal Ilan (* 1956), israelische Historikerin und Judaistin
- Tal Wilkenfeld (* 1986), australische Jazz- und Fusionbassistin

## Bekannte Namensträger
- Tal Aizik (* 1993), israelischer E-Sportler
- Tal Avneri (* 1985), US-amerikanisch-israelischer Eishockeyspieler
- Tal Bachman (* 1968), kanadischer Musiker
- Tal Balshai (* 1969), israelischer Komponist und Pianist
- Tal Baron (* 1992), israelischer Schachspieler
- Tal Ben Haim (Fußballspieler, 1982) (* 1982), israelischer Fußballspieler
- Tal Ben Haim (Fußballspieler, 1989) (* 1989), israelischer Fußballspieler
- Tal Brody (* 1943), US-amerikanisch-israelischer Basketballspieler
- Tal Burstein (* 1980), israelischer Basketballspieler
- Tal Farlow (1921–1998), US-amerikanischer Jazz-Gitarrist
- Tal Laufer (* 1985), israelischer Schriftsteller
- Tal Ofarim (* 1984), deutsch-israelischer Komponist, Sänger und Bassist von Zoo Army
- Tal R (* 1967) (eigentlich Tal Rosenzweig), dänischer Künstler
- Tal Segev (* 1973), israelischer Sänger, Komponist und Musikproduzent
- Tal Shaked (* 1978), US-amerikanischer Schachspieler
- Tal Sondak (* 1976), israelischer Sänger